# (34850) 2001 TL8
2001 TL8 (asteroide 34850) é um asteroide da cintura principal. Possui uma excentricidade de 0.14542100 e uma inclinação de 10.19758º.
Este asteroide foi descoberto no dia 9 de outubro de 2001 por LINEAR em Socorro.